# Division Nationale 1961-1962
La Division Nationale 1961-1962 è stata la 45ª edizione del massimo campionato lussemburghese di calcio. La stagione è iniziata il 20 agosto 1961 ed è terminata il 25 marzo 1962. La squadra vincitrice è stata l'Union Luxembourg, aggiudicandosi il titolo per la seconda volta.

## Stagione

### Novità
Sono state retrocesse in Éirepromotioun il Chiers Rodange e il Tetange.
Sono state promosse dalla Éirepromotioun, l'Alliance Dudelange e l'US Dudelange.

### Formula
2 punti alla vittoria, un punto al pareggio, nessun punto alla sconfitta.
Le 12 squadre partecipanti si affrontano in un girone all'italiana, per un totale di 22 giornate. La squadra prima classificata è proclamata campione del Lussemburgo e partecipa alla Coppa dei Campioni, le ultime due squadre classificate vengono retrocesse in Éirepromotioun.

## Squadre partecipanti
| Club                     | Stagione | Città            | Stadio | Stagione 1960-1961                        |
| ------------------------ | -------- | ---------------- | ------ | ----------------------------------------- |
| Alliance Dudelange       | dettagli | Dudelange        | ...    | 1º posto in Éirepromotioun (Neopromossa)  |
| Aris Bonnevoie           | dettagli | Bonnevoie        | ...    | 10º posto in Division Nationale           |
| Fola Esch                | dettagli | Esch-sur-Alzette | ...    | 7º posto in Division Nationale            |
| Grevenmacher             | dettagli | Grevenmacher     | ...    | 6º posto in Division Nationale            |
| Jeunesse Esch            | dettagli | Esch-sur-Alzette | ...    | 2º posto in Division Nationale            |
| Red Boys Differdange     | dettagli | Differdange      | ...    | 4º posto in Division Nationale            |
| Rumelange                | dettagli | Rumelange        | ...    | 9º posto in Division Nationale            |
| Spora Luxembourg         | dettagli | Lussemburgo      | ...    | 1º posto in Division Nationale (Campione) |
| Stade Dudelange          | dettagli | Dudelange        | ...    | 5º posto in Division Nationale            |
| The National Schifflange | dettagli | Schifflange      | ...    | 8º posto in Division Nationale            |
| Union Luxembourg         | dettagli | Lussemburgo      | ...    | 3º posto in Division Nationale            |
| US Dudelange             | dettagli | Dudelange        | ...    | 2º posto in Éirepromotioun (Neopromossa)  |

## Classifica finale
|                        | Pos. | Squadra                  | Pt | G  | V  | N | P  | GF | GS | DR  |
| ---------------------- | ---- | ------------------------ | -- | -- | -- | - | -- | -- | -- | --- |
| Lussemburgo (bandiera) | 1.   | Union Luxembourg         | 39 | 22 | 18 | 3 | 1  | 48 | 19 | +29 |
|                        | 2.   | Alliance Dudelange       | 32 | 22 | 14 | 4 | 4  | 79 | 26 | +53 |
|                        | 3.   | Spora Luxembourg         | 24 | 22 | 10 | 4 | 8  | 54 | 36 | +18 |
|                        | 4.   | The National Schifflange | 24 | 22 | 10 | 4 | 8  | 41 | 40 | +1  |
|                        | 5.   | Jeunesse Esch            | 23 | 22 | 9  | 5 | 8  | 43 | 34 | +9  |
|                        | 6.   | Aris Bonnevoie           | 21 | 22 | 10 | 1 | 11 | 42 | 45 | -3  |
|                        | 7.   | Stade Dudelange          | 20 | 22 | 7  | 6 | 9  | 39 | 47 | -8  |
|                        | 8.   | Red Boys Differdange     | 20 | 22 | 7  | 6 | 9  | 31 | 41 | -10 |
|                        | 9.   | US Dudelange             | 18 | 22 | 6  | 6 | 10 | 38 | 59 | -21 |
|                        | 10.  | Fola Esch                | 17 | 22 | 6  | 5 | 11 | 41 | 57 | -16 |
|                        | 11.  | Grevenmacher             | 17 | 22 | 7  | 3 | 12 | 29 | 44 | -15 |
|                        | 12.  | Rumelange                | 9  | 22 | 3  | 3 | 16 | 18 | 55 | -37 |

Legenda:

      Campione del Lussemburgo 1961-1962 e qualificato alla Coppa dei Campioni 1962-1963

      Vince la Coupe de Luxembourg 1961-1962 e qualificato alla Coppa delle Coppe 1962-1963

      Ammessa alla Coppa delle Fiere 1962-1963.
      Retrocesse in Éirepromotioun  1962-1963

Regolamento:
Due punti per la vittoria, uno per il pareggio, zero per la sconfitta.

### Spareggio salvezza
Partecipano le squadre classificate a pari punti all'undicesimo posto della classifica per stabilire la squadra da retrocedere.
|           | Risultati   |              | Luogo e data                       |
| --------- | ----------- | ------------ | ---------------------------------- |
| Fola Esch | 2 - 2 (dts) | Grevenmacher | Lussemburgo (città), 8 aprile 1962 |
|           |             |              |                                    |

### Calendario
| andata (1ª) | andata (1ª) | 1ª giornata           | ritorno (12ª) | ritorno (12ª) |
|             |             |                       |               |               |
| 20 ago.     | 0-2         | Grevenmacher-Red Boys | 0-1           | 26 nov.       |
| 20 ago.     | 0-1         | Jeunesse-Union        | 2-2           | 26 nov.       |
| 20 ago.     | 4-1         | Spora-Rumelange       | 4-1           | 26 nov.       |
| 20 ago.     | 3-2         | Stade-Fola            | 1-3           | 26 nov.       |
| 20 ago.     | 4-0         | The National-Aris     | 1-4           | 26 nov.       |
| 20 ago.     | 1-3         | US Dudelange-Alliance | 1-11          | 26 nov.       |

| andata (2ª) | andata (2ª) | 2ª giornata               | ritorno (13ª) | ritorno (13ª) |
|             |             |                           |               |               |
| 27 ago.     | 6-1         | Alliance-Rumelange        | 3-1           | 3 dic.        |
| 27 ago.     | 2-0         | Aris-Stade                | 1-1           | 3 dic.        |
| 27 ago.     | 6-0         | Fola-Grevenmacher         | 1-3           | 3 dic.        |
| 27 ago.     | 3-2         | Red Boys-Jeunesse         | 1-1           | 3 dic.        |
| 27 ago.     | 1-0         | Union-Spora               | 2-1           | 3 dic.        |
| 27 ago.     | 1-8         | US Dudelange-The National | 1-1           | 3 dic.        |

| andata (1ª) | andata (1ª) | 1ª giornata           | ritorno (12ª) | ritorno (12ª) |
|             |             |                       |               |               |
| 20 ago.     | 0-2         | Grevenmacher-Red Boys | 0-1           | 26 nov.       |
| 20 ago.     | 0-1         | Jeunesse-Union        | 2-2           | 26 nov.       |
| 20 ago.     | 4-1         | Spora-Rumelange       | 4-1           | 26 nov.       |
| 20 ago.     | 3-2         | Stade-Fola            | 1-3           | 26 nov.       |
| 20 ago.     | 4-0         | The National-Aris     | 1-4           | 26 nov.       |
| 20 ago.     | 1-3         | US Dudelange-Alliance | 1-11          | 26 nov.       |

| andata (2ª) | andata (2ª) | 2ª giornata               | ritorno (13ª) | ritorno (13ª) |
|             |             |                           |               |               |
| 27 ago.     | 6-1         | Alliance-Rumelange        | 3-1           | 3 dic.        |
| 27 ago.     | 2-0         | Aris-Stade                | 1-1           | 3 dic.        |
| 27 ago.     | 6-0         | Fola-Grevenmacher         | 1-3           | 3 dic.        |
| 27 ago.     | 3-2         | Red Boys-Jeunesse         | 1-1           | 3 dic.        |
| 27 ago.     | 1-0         | Union-Spora               | 2-1           | 3 dic.        |
| 27 ago.     | 1-8         | US Dudelange-The National | 1-1           | 3 dic.        |

| andata (3ª) | andata (3ª) | 3ª giornata           | ritorno (14ª) | ritorno (14ª) |
|             |             |                       |               |               |
| 3 set.      | 1-0         | Grevenmacher-Aris     | 0-1           | 14 gen.       |
| 3 set.      | 2-2         | Jeunesse-Fola         | 3-0           | 14 gen.       |
| 3 set.      | 0-1         | Rumelange-Union       | 0-3           | 14 gen.       |
| 3 set.      | 7-1         | Spora-Red Boys        | 2-2           | 14 gen.       |
| 3 set.      | 5-3         | Stade-US Dudelange    | 1-1           | 14 gen.       |
| 3 set.      | 2-0         | The National-Alliance | 0-7           | 14 gen.       |

| andata (4ª) | andata (4ª) | 4ª giornata               | ritorno (15ª) | ritorno (15ª) |
|             |             |                           |               |               |
| 10 set.     | 1-1         | Alliance-Union            | 2-0           | 21 gen.       |
| 10 set.     | 1-3         | Aris-Jeunesse             | 4-3           | 21 gen.       |
| 10 set.     | 2-2         | Fola-Spora                | 2-4           | 21 gen.       |
| 10 set.     | 0-0         | Red Boys-Rumelange        | 1-0           | 21 gen.       |
| 10 set.     | 0-0         | The National-Stade        | 4-1           | 21 gen.       |
| 10 set.     | 0-5         | US Dudelange-Grevenmacher | 5-0           | 21 gen.       |

| andata (3ª) | andata (3ª) | 3ª giornata           | ritorno (14ª) | ritorno (14ª) |
|             |             |                       |               |               |
| 3 set.      | 1-0         | Grevenmacher-Aris     | 0-1           | 14 gen.       |
| 3 set.      | 2-2         | Jeunesse-Fola         | 3-0           | 14 gen.       |
| 3 set.      | 0-1         | Rumelange-Union       | 0-3           | 14 gen.       |
| 3 set.      | 7-1         | Spora-Red Boys        | 2-2           | 14 gen.       |
| 3 set.      | 5-3         | Stade-US Dudelange    | 1-1           | 14 gen.       |
| 3 set.      | 2-0         | The National-Alliance | 0-7           | 14 gen.       |

| andata (4ª) | andata (4ª) | 4ª giornata               | ritorno (15ª) | ritorno (15ª) |
|             |             |                           |               |               |
| 10 set.     | 1-1         | Alliance-Union            | 2-0           | 21 gen.       |
| 10 set.     | 1-3         | Aris-Jeunesse             | 4-3           | 21 gen.       |
| 10 set.     | 2-2         | Fola-Spora                | 2-4           | 21 gen.       |
| 10 set.     | 0-0         | Red Boys-Rumelange        | 1-0           | 21 gen.       |
| 10 set.     | 0-0         | The National-Stade        | 4-1           | 21 gen.       |
| 10 set.     | 0-5         | US Dudelange-Grevenmacher | 5-0           | 21 gen.       |

| andata (5ª) | andata (5ª) | 5ª giornata               | ritorno (16ª) | ritorno (16ª) |
|             |             |                           |               |               |
| 17 set.     | 4-1         | Grevenmacher-The National | 2-3           | 28 gen.       |
| 17 set.     | 2-3         | Jeunesse-US Dudelange     | 2-2           | 28 gen.       |
| 17 set.     | 2-2         | Rumelange-Fola            | 2-1           | 28 gen.       |
| 17 set.     | 5-2         | Spora-Aris                | 4-1           | 28 gen.       |
| 17 set.     | 1-4         | Stade-Alliance            | 0-4           | 28 gen.       |
| 17 set.     | 2-1         | Union-Red Boys            | 2-1           | 28 gen.       |

| andata (6ª) | andata (6ª) | 6ª giornata           | ritorno (17ª) | ritorno (17ª) |
|             |             |                       |               |               |
| 24 set.     | 2-3         | Aris-Rumelange        | 2-0           | 4 feb.        |
| 24 set.     | 1-3         | Fola-Union            | 1-2           | 4 feb.        |
| 24 set.     | 2-4         | Red Boys-Alliance     | 1-1           | 4 feb.        |
| 24 set.     | 4-0         | Stade-Grevenmacher    | 1-1           | 4 feb.        |
| 24 set.     | 2-0         | The National-Jeunesse | 1-3           | 18 feb.       |
| 24 set.     | 1-0         | US Dudelange-Spora    | 1-1           | 4 feb.        |

| andata (5ª) | andata (5ª) | 5ª giornata               | ritorno (16ª) | ritorno (16ª) |
|             |             |                           |               |               |
| 17 set.     | 4-1         | Grevenmacher-The National | 2-3           | 28 gen.       |
| 17 set.     | 2-3         | Jeunesse-US Dudelange     | 2-2           | 28 gen.       |
| 17 set.     | 2-2         | Rumelange-Fola            | 2-1           | 28 gen.       |
| 17 set.     | 5-2         | Spora-Aris                | 4-1           | 28 gen.       |
| 17 set.     | 1-4         | Stade-Alliance            | 0-4           | 28 gen.       |
| 17 set.     | 2-1         | Union-Red Boys            | 2-1           | 28 gen.       |

| andata (6ª) | andata (6ª) | 6ª giornata           | ritorno (17ª) | ritorno (17ª) |
|             |             |                       |               |               |
| 24 set.     | 2-3         | Aris-Rumelange        | 2-0           | 4 feb.        |
| 24 set.     | 1-3         | Fola-Union            | 1-2           | 4 feb.        |
| 24 set.     | 2-4         | Red Boys-Alliance     | 1-1           | 4 feb.        |
| 24 set.     | 4-0         | Stade-Grevenmacher    | 1-1           | 4 feb.        |
| 24 set.     | 2-0         | The National-Jeunesse | 1-3           | 18 feb.       |
| 24 set.     | 1-0         | US Dudelange-Spora    | 1-1           | 4 feb.        |

| andata (7ª) | andata (7ª) | 7ª giornata            | ritorno (18ª) | ritorno (18ª) |
|             |             |                        |               |               |
| 1° ott.     | 1-1         | Alliance-Grevenmacher  | 0-0           | 25 feb.       |
| 1° ott.     | 1-1         | Jeunesse-Stade         | 0-1           | 25 feb.       |
| 1° ott.     | 3-2         | Red Boys-Fola          | 0-0           | 25 feb.       |
| 1° ott.     | 1-1         | Rumelange-US Dudelange | 0-1           | 25 feb.       |
| 1° ott.     | 6-0         | Spora-The National     | 1-2           | 25 feb.       |
| 1° ott.     | 2-1         | Union-Aris             | 2-1           | 25 feb.       |

| andata (8ª) | andata (8ª) | 8ª giornata            | ritorno (19ª) | ritorno (19ª) |
|             |             |                        |               |               |
| 15 ott.     | 3-0         | Aris-Red Boys          | 5-0           | 5 mar.        |
| 15 ott.     | 2-7         | Fola-Alliance          | 3-8           | 5 mar.        |
| 15 ott.     | 1-3         | Grevenmacher-Jeunesse  | 2-1           | 5 mar.        |
| 15 ott.     | 2-2         | Stade-Spora            | 2-3           | 5 mar.        |
| 15 ott.     | 3-0         | The National-Rumelange | 3-2           | 5 mar.        |
| 15 ott.     | 1-3         | US Dudelange-Union     | 1-3           | 5 mar.        |

| andata (7ª) | andata (7ª) | 7ª giornata            | ritorno (18ª) | ritorno (18ª) |
|             |             |                        |               |               |
| 1° ott.     | 1-1         | Alliance-Grevenmacher  | 0-0           | 25 feb.       |
| 1° ott.     | 1-1         | Jeunesse-Stade         | 0-1           | 25 feb.       |
| 1° ott.     | 3-2         | Red Boys-Fola          | 0-0           | 25 feb.       |
| 1° ott.     | 1-1         | Rumelange-US Dudelange | 0-1           | 25 feb.       |
| 1° ott.     | 6-0         | Spora-The National     | 1-2           | 25 feb.       |
| 1° ott.     | 2-1         | Union-Aris             | 2-1           | 25 feb.       |

| andata (8ª) | andata (8ª) | 8ª giornata            | ritorno (19ª) | ritorno (19ª) |
|             |             |                        |               |               |
| 15 ott.     | 3-0         | Aris-Red Boys          | 5-0           | 5 mar.        |
| 15 ott.     | 2-7         | Fola-Alliance          | 3-8           | 5 mar.        |
| 15 ott.     | 1-3         | Grevenmacher-Jeunesse  | 2-1           | 5 mar.        |
| 15 ott.     | 2-2         | Stade-Spora            | 2-3           | 5 mar.        |
| 15 ott.     | 3-0         | The National-Rumelange | 3-2           | 5 mar.        |
| 15 ott.     | 1-3         | US Dudelange-Union     | 1-3           | 5 mar.        |

| andata (9ª) | andata (9ª) | 9ª giornata            | ritorno (20ª) | ritorno (20ª) |
|             |             |                        |               |               |
| 29 ott.     | 3-0         | Aris-Alliance          | 1-9           | 18 mar.       |
| 29 ott.     | 4-2         | Grevenmacher-Rumelange | 0-1           | 18 mar.       |
| 29 ott.     | 3-0         | Jeunesse-Spora         | 3-1           | 18 mar.       |
| 29 ott.     | 0-3         | Stade-Union            | 2-6           | 18 mar.       |
| 29 ott.     | 1-0         | The National-Red Boys  | 0-0           | 18 mar.       |
| 29 ott.     | 2-3         | US Dudelange-Fola      | 2-2           | 18 mar.       |

| andata (10ª) | andata (10ª) | 10ª giornata       | ritorno (21ª) | ritorno (21ª) |
|              |              |                    |               |               |
| 5 nov.       | 3-1          | Alliance-Spora     | 0-1           | 25 mar.       |
| 5 nov.       | 1-5          | Aris-US Dudelange  | 2-1           | 25 mar.       |
| 5 nov.       | 2-1          | Fola-The National  | 3-2           | 25 mar.       |
| 5 nov.       | 1-3          | Red Boys-Stade     | 6-2           | 25 mar.       |
| 5 nov.       | 0-4          | Rumelange-Jeunesse | 1-2           | 25 mar.       |
| 5 nov.       | 5-1          | Union-Grevenmacher | 1-0           | 25 mar.       |

| andata (9ª) | andata (9ª) | 9ª giornata            | ritorno (20ª) | ritorno (20ª) |
|             |             |                        |               |               |
| 29 ott.     | 3-0         | Aris-Alliance          | 1-9           | 18 mar.       |
| 29 ott.     | 4-2         | Grevenmacher-Rumelange | 0-1           | 18 mar.       |
| 29 ott.     | 3-0         | Jeunesse-Spora         | 3-1           | 18 mar.       |
| 29 ott.     | 0-3         | Stade-Union            | 2-6           | 18 mar.       |
| 29 ott.     | 1-0         | The National-Red Boys  | 0-0           | 18 mar.       |
| 29 ott.     | 2-3         | US Dudelange-Fola      | 2-2           | 18 mar.       |

| andata (10ª) | andata (10ª) | 10ª giornata       | ritorno (21ª) | ritorno (21ª) |
|              |              |                    |               |               |
| 5 nov.       | 3-1          | Alliance-Spora     | 0-1           | 25 mar.       |
| 5 nov.       | 1-5          | Aris-US Dudelange  | 2-1           | 25 mar.       |
| 5 nov.       | 2-1          | Fola-The National  | 3-2           | 25 mar.       |
| 5 nov.       | 1-3          | Red Boys-Stade     | 6-2           | 25 mar.       |
| 5 nov.       | 0-4          | Rumelange-Jeunesse | 1-2           | 25 mar.       |
| 5 nov.       | 5-1          | Union-Grevenmacher | 1-0           | 25 mar.       |

| \| andata (11ª) \| andata (11ª) \| 11ª giornata \| ritorno (22ª) \| ritorno (22ª) \| \| \| \| \| \| \| \| 19 nov. \| 2-3 \| Alliance-Jeunesse \| 3-0 \| 11 mar. \| \| 19 nov. \| 1-0 \| Fola-Aris \| 0-5 \| 11 mar. \| \| 19 nov. \| 3-1 \| Red Boys-US Dudelange \| 2-3 \| 11 mar. \| \| 19 nov. \| 0-1 \| Rumelange-Stade \| 0-7 \| 11 mar. \| \| 19 nov. \| 2-3 \| Spora-Grevenmacher \| 3-1 \| 11 mar. \| \| 19 nov. \| 1-0 \| Union-The National \| 2-2 \| 11 mar. \| |              |                       |               |               |
| andata (11ª) | andata (11ª) | 11ª giornata          | ritorno (22ª) | ritorno (22ª) |
| |              |                       |               |               |
| 19 nov. | 2-3          | Alliance-Jeunesse     | 3-0           | 11 mar.       |
| 19 nov. | 1-0          | Fola-Aris             | 0-5           | 11 mar.       |
| 19 nov. | 3-1          | Red Boys-US Dudelange | 2-3           | 11 mar.       |
| 19 nov. | 0-1          | Rumelange-Stade       | 0-7           | 11 mar.       |
| 19 nov. | 2-3          | Spora-Grevenmacher    | 3-1           | 11 mar.       |
| 19 nov. | 1-0          | Union-The National    | 2-2           | 11 mar.       |

| andata (11ª) | andata (11ª) | 11ª giornata          | ritorno (22ª) | ritorno (22ª) |
|              |              |                       |               |               |
| 19 nov.      | 2-3          | Alliance-Jeunesse     | 3-0           | 11 mar.       |
| 19 nov.      | 1-0          | Fola-Aris             | 0-5           | 11 mar.       |
| 19 nov.      | 3-1          | Red Boys-US Dudelange | 2-3           | 11 mar.       |
| 19 nov.      | 0-1          | Rumelange-Stade       | 0-7           | 11 mar.       |
| 19 nov.      | 2-3          | Spora-Grevenmacher    | 3-1           | 11 mar.       |
| 19 nov.      | 1-0          | Union-The National    | 2-2           | 11 mar.       |